# Dana Spálenská
Dana Spálenská, z domu Beldová (ur. 10 lutego 1950 w Jabloncu nad Nysą) – czechosłowacka saneczkarka, medalistka mistrzostw świata.
Dwukrotnie występowała na igrzyskach olimpijskich zajmując w najlepszym starcie szóste miejsce. W mistrzostwach świata wywalczyła jeden medal (jako jedyna Czechosłowaczka w historii). W 1975 odniosła największy sukces w karierze stając na najniższym stopniu podium.

## Osiągnięcia

### Igrzyska olimpijskie
| Rok  | Miejsce   | Jedynki |
| ---- | --------- | ------- |
| 1968 | Grenoble  | 6.      |
| 1976 | Innsbruck | 10.     |